# Justiniano Posse
Justiniano Posse ist eine Gemeinde in der Provinz Córdoba in Argentinien. Sie hat knapp 7500 Einwohner und liegt 30 km südlich von Bell Ville, der Hauptstadt des Departamento Unión.
Der Ort wurde am 1. März 1911 von Lucas Allende Posse gegründet und nach seinem Großvater Dr. Justiniano Posse, früherer Gouverneur der Provinz Cordoba, benannt.

## Söhne und Töchter der Stadt
- Martín Demichelis (* 1980), Fußballspieler